# Anfiartrose
Anfiartrose é um tipo de articulação que permite pouco movimento, formada por tecido cartilaginoso. Quando as articulações do tipo anfiartrose são formados por cartilagem hialina, se chama sincondrose. Caso o tecido seja fibrocartilaginoso, se chama sínfise.

## Sincondrose
Uma articulação do tipo anfiartrose, conhecido por permitir pouco movimento, pode ser classificada como sincondrose quando o tecido dela for cartilagem hialina.

## Sínfise
Outra articulação do tipo anfiartrose, permite pouco movimento, pode ser classificada como sínfise quando o tecido dela for fibrocartilaginoso.